# Le Peuchapatte

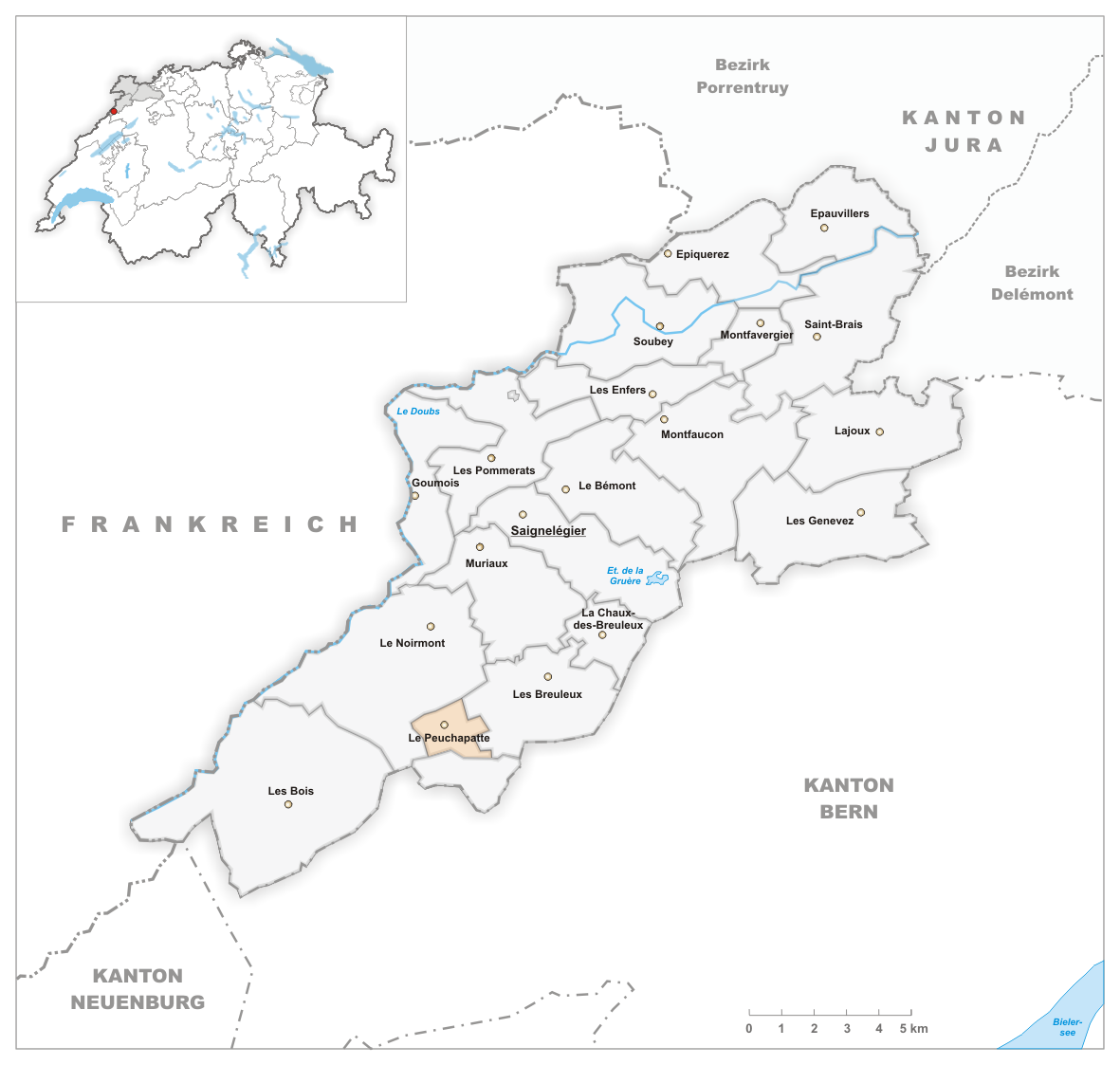
Gemeindestand vor der Fusion am 1. Januar 2009

Le Peuchapatte war bis zum 31. Dezember 2008 eine politische Gemeinde im Distrikt Franches-Montagnes des Kantons Jura in der Schweiz.
Sie hat mit Wirkung auf den 1. Januar 2009 mit Muriaux zur Gemeinde Muriaux fusioniert.

## Geographie
Le Peuchapatte war mit 1131 m ü. M. die höchstgelegene Gemeinde des Kantons und liegt sieben Kilometer südsüdwestlich des Bezirkshauptorts Saignelégier (Luftlinie). Das Bauerndorf erstreckt sich auf dem Rücken einer Jurakette der Freiberge (französisch Franches Montagnes).
Die Fläche des nur gerade 2,57 km² grossen ehemaligen Gemeindegebiets umfasst einen Abschnitt der leicht gewellten Hochfläche des Plateaujuras, auf der sich moorige, meist oberirdisch abflusslose Senken mit Kuppen aus Kalkstein abwechseln. Den nördlichen Teil nimmt der Höhenzug des Point de Vue ein, der mit 1184 m ü. M. den höchsten Punkt von Le Peuchapatte bildet. Er weist ausgedehnte Juraweiden mit einzeln oder in Gruppen stehenden grossen Fichten sowie dazwischenliegenden Waldgebieten auf. Im Süden reichte das Gemeindegebiet in die Senke von La Chaux-d'Abel. Von der Gemeindefläche entfielen 1997 5 % auf Siedlungen, 35 % auf Wald und Gehölze und 60 % auf Landwirtschaft.
Zu Le Peuchapatte gehören einige Einzelhöfe. Nachbargemeinden von Le Peuchapatte waren Le Noirmont, Les Breuleux und Muriaux.

## Bevölkerung
Mit 37 Einwohnern (Ende 2007) gehörte Le Peuchapatte zu den kleinsten Gemeinden des Kantons Jura. Von den Bewohnern sind 97,4 % französischsprachig und 2,6 % deutschsprachig (Stand 2000). Die Bevölkerungszahl von Le Peuchapatte belief sich 1860 auf 142 Einwohner, 1900 nur noch auf 84 Einwohner. Im Verlauf des 20. Jahrhunderts wurde ein weiterer deutlicher Rückgang verzeichnet.

## Wirtschaft
Le Peuchapatte ist ein stark landwirtschaftlich geprägtes Dorf mit Milchwirtschaft und Viehzucht. Ausserhalb des primären Sektors gibt es im Dorf keine Arbeitsplätze. Erwerbstätige, die nicht in der Landwirtschaft arbeiten, sind deshalb Wegpendler und arbeiten in Les Breuleux oder nehmen auch längere Arbeitswege in Kauf.

### Energie

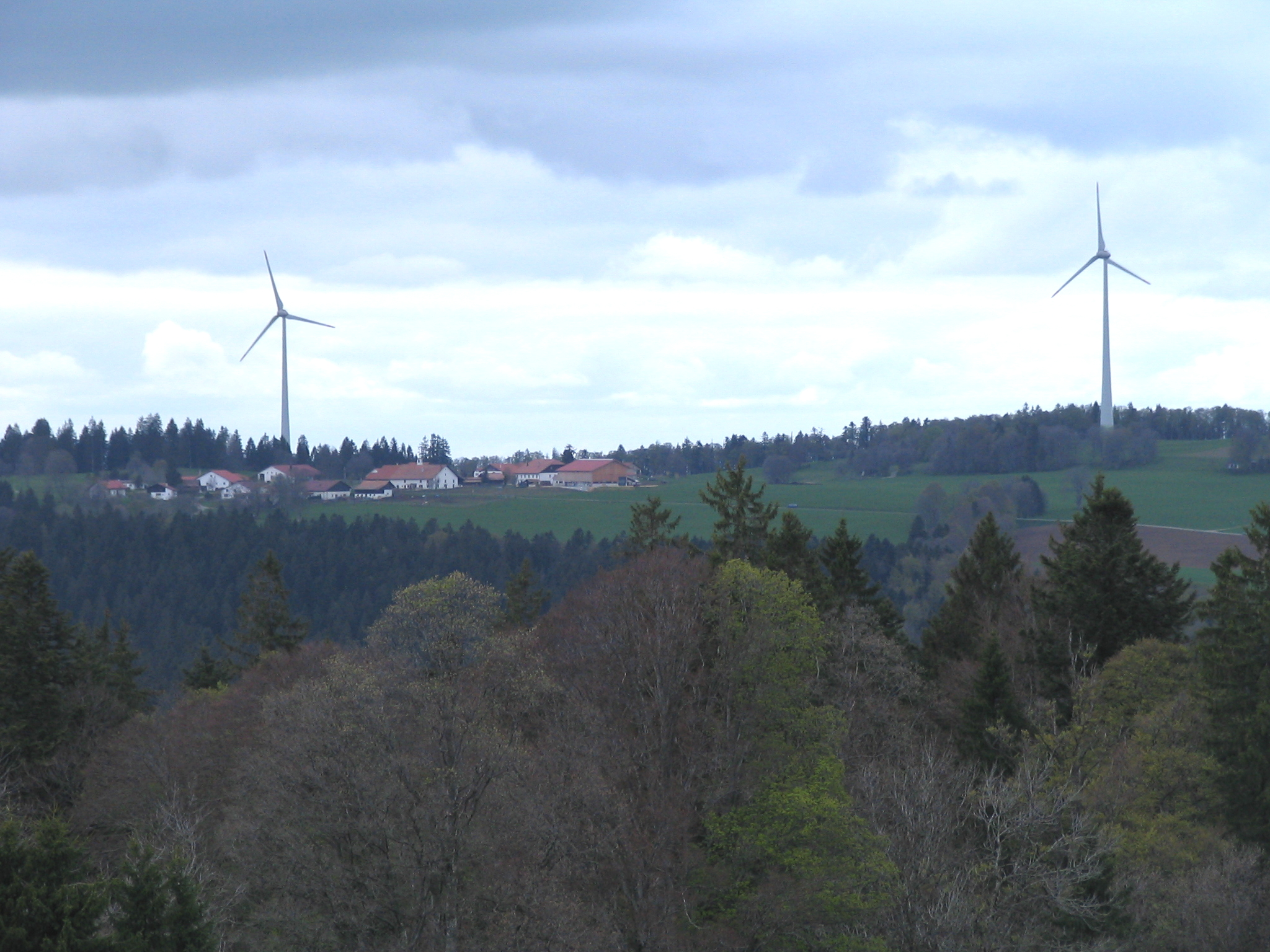
Der Windpark Peuchapatte (2014)

Nördlich von Le Peuchapatte befindet sich der Windpark Peuchapatte mit drei Windkraftanlagen. Sie haben eine Nabenhöhe von 108 m, einen Rotordurchmesser von 82 m und eine installierte Leistung von je 2,3 Megawatt.

## Verkehr
Die ehemalige Gemeinde liegt abseits der grösseren Durchgangsstrassen und kann von der Kantonsstrasse, die von Les Breuleux nach La Ferrière führt, erreicht werden. Le Peuchapatte besitzt keine Anbindung an den öffentlichen Verkehr.

## Geschichte

Luftbild (1958)

Le Peuchapatte war die jüngste Gemeinde der Freiberge. Sie wurde 1530 von der Familie Chapatte aus Les Breuleux gegründet. Das Dorf gehörte zur Herrschaft Freiberge, die dem Fürstbistum Basel unterstand. Von 1793 bis 1815 gehörte Le Peuchapatte zu Frankreich und war anfangs Teil des Départements du Mont-Terrible, ab 1800 mit dem Département Haut-Rhin verbunden. Durch den Entscheid des Wiener Kongresses kam der Ort 1815 an den Kanton Bern und am 1. Januar 1979 an den neu gegründeten Kanton Jura.

## Sehenswürdigkeiten
Die Kapelle Notre-Dame-du-Sacré-Cœur wurde 1972 unter Einbezug von Teilen des neugotischen Vorgängerbaus neu errichtet. Kirchlich gehörte Le Peuchapatte bis 1923 zur Pfarrei Le Noirmont, seither zur Pfarrei Les Breuleux. Der Ortskern zeichnet sich durch typische Bauernhäuser aus dem 16. und 17. Jahrhundert aus.

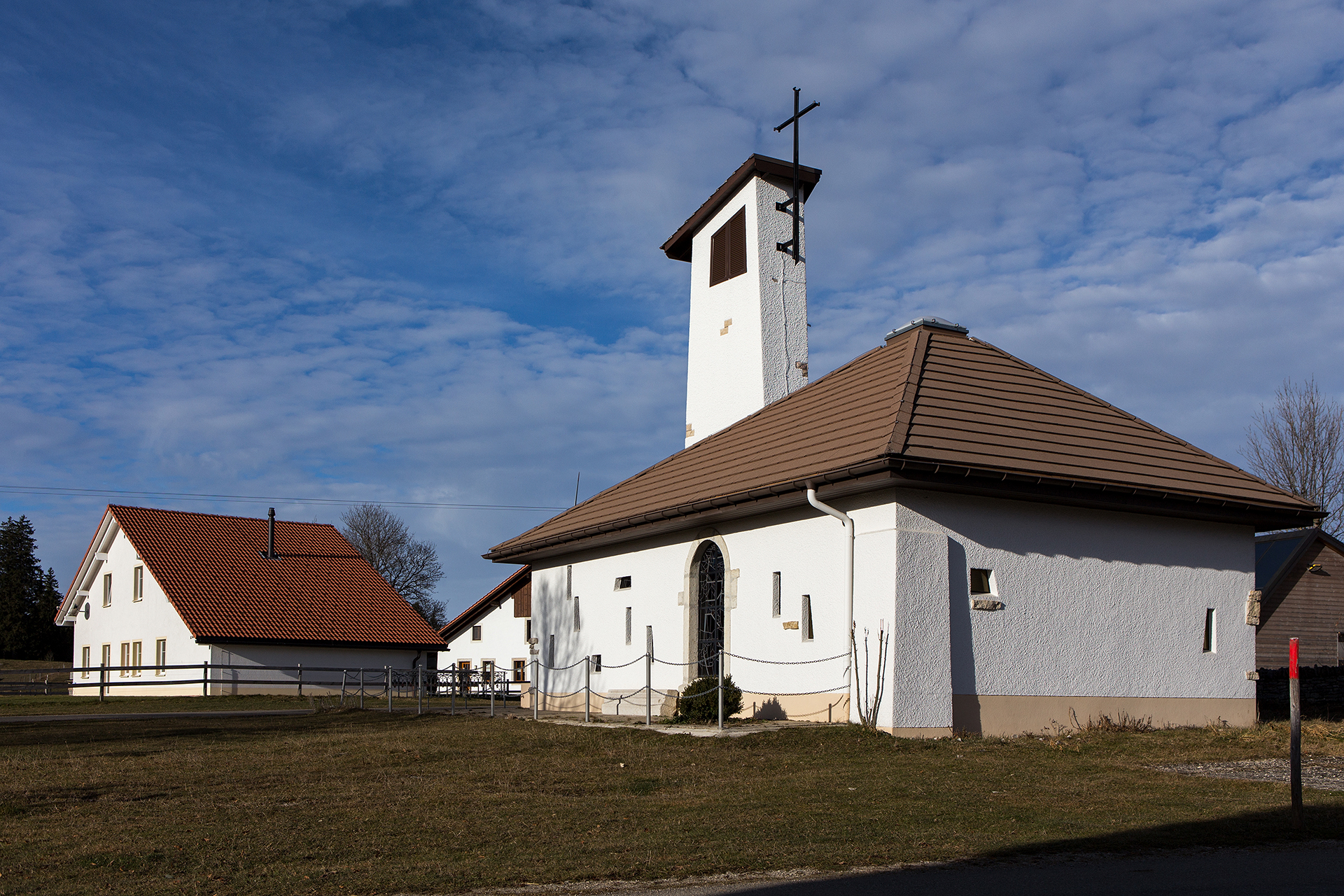
Kapelle
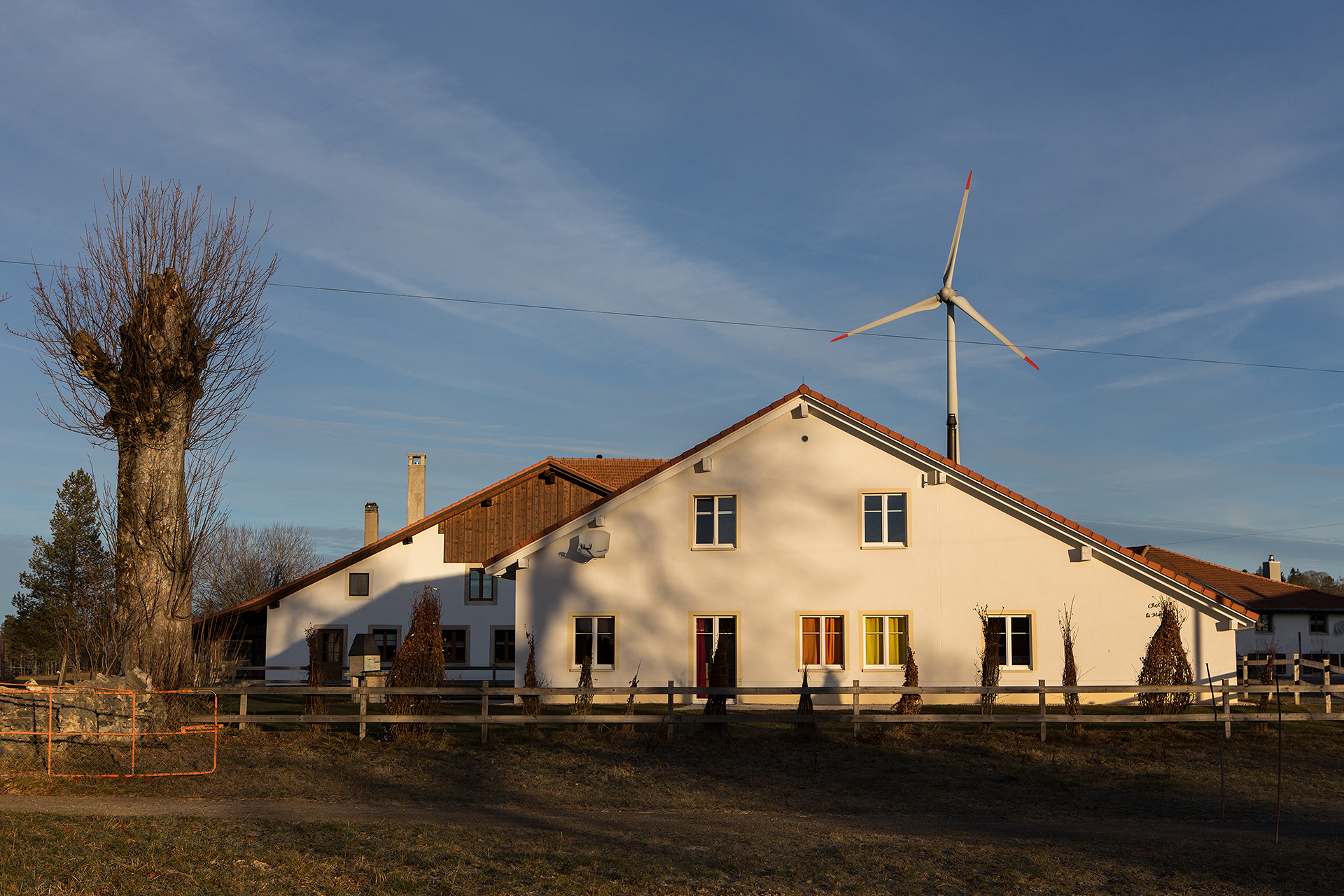
Freiberger Bauernhäuser
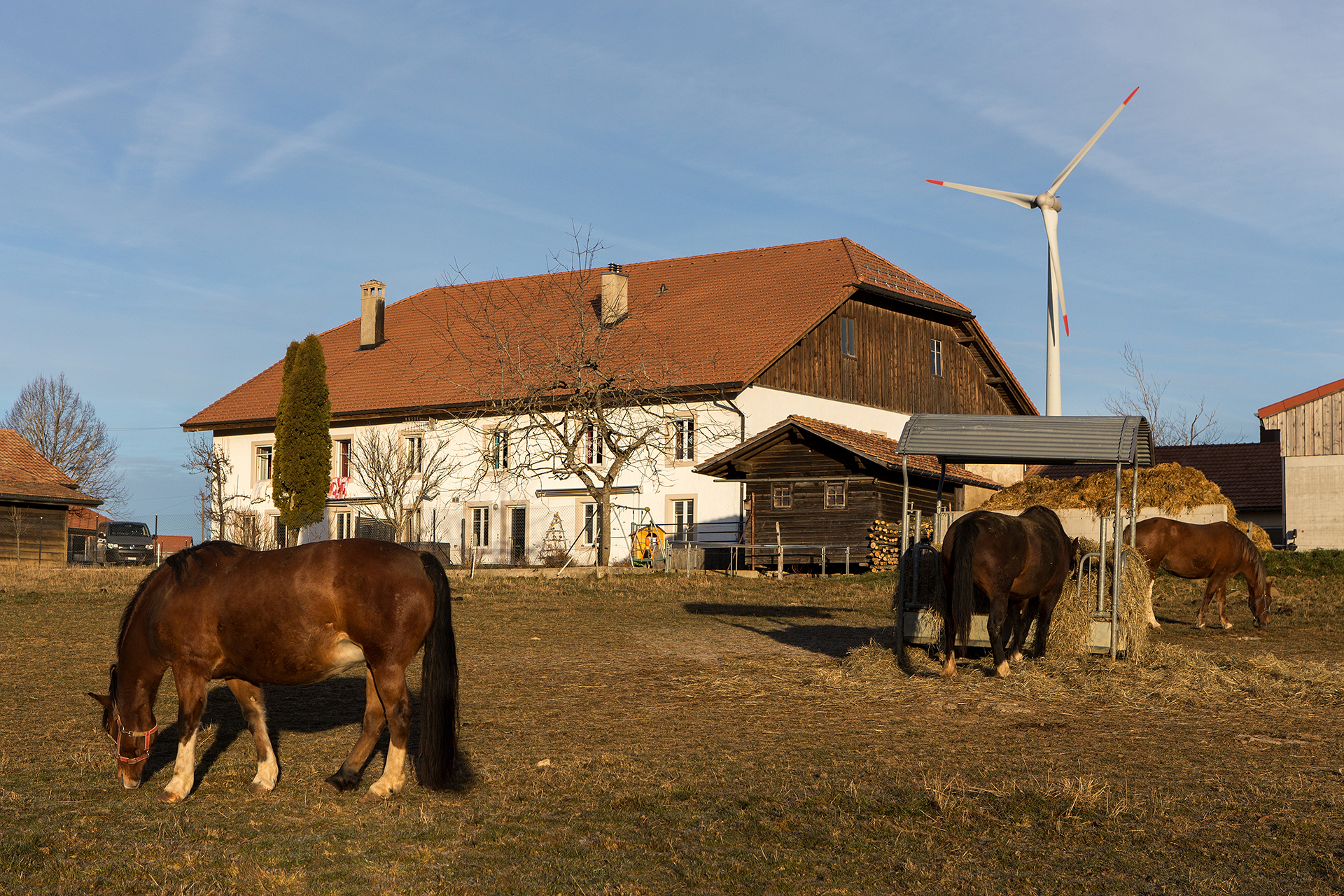
Bauernhaus und Freiberger Pferde
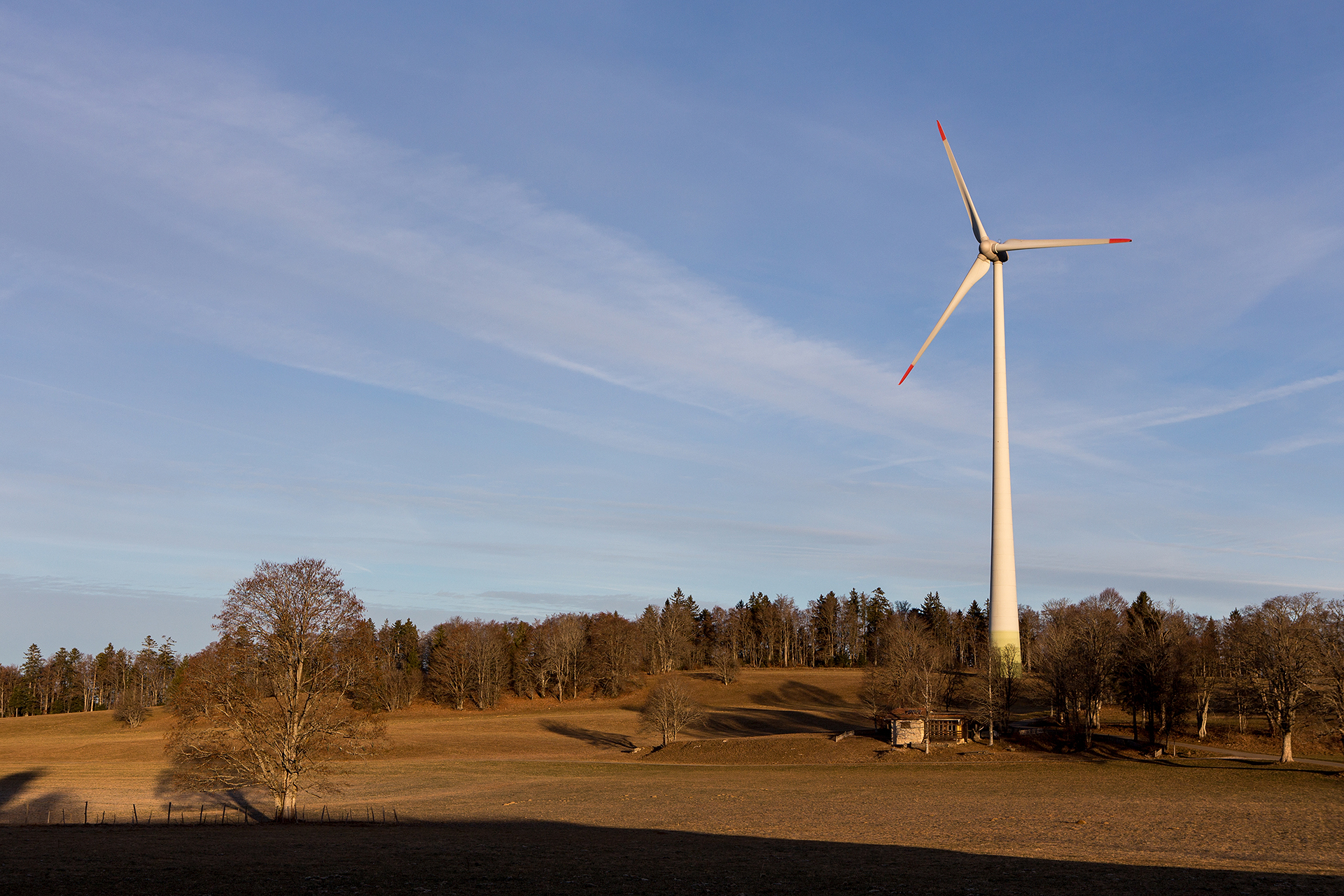
Windkraftwerk